# Pedro Armendáriz
Pedro Gregorio Armendáriz Hastings (Cidade do México, 9 de maio de 1912 - Los Angeles, 18 de junho de 1963) foi um engenheiro e ator mexicano.
Na infância, Armendariz viveu com a família no Texas e na Califórnia, onde se graduou em engenharia na California Polytechnic State University. Depois dos estudos voltou ao México e começou a trabalhar como ator aos 22 anos, descoberto por um direto de cinema local, depois de trabalhar na companhia ferroviária mexicana (Ferrocarriles Nacionales), como guia de turismo e fazer sucesso com o público feminino.
Armendáriz atuou no cinema mexicano, em Hollywood e na Europa. Seus principais filmes internacionais foram O Céu Mandou Alguém e Sangue de Heróis, de John Ford, com John Wayne, We Were Strangers, com Jennifer Jones, e Moscou contra 007, no papel de Ali Kerim Bey, um aliado de 007, seu último filme e que não chegou a ver estrear.

## Morte
Armendáriz participou do filme The Conqueror, em 1954, produzido por Howard Hughes, com John Wayne como ator principal. O filme foi realizado no estado de Utah, numa época em que o governo norte-americano fazia testes nucleares próximo da região das filmagens, no estado vizinho de Nebraska. Foram registradas 91 mortes, das 220 pessoas envolvidas no filme, por câncer num período de 25 anos após as filmagens e 46 morreram em consequência da doença, incluindo John Wayne.
Armendáriz começou a sofrer dores em seu quadril com o tempo e anos depois foi diagnosticado com a doença nesta região. Morando em Los Angeles, ele soube de sua condição de doente terminal no UCLA Medical Center, onde estava internado, depois de filmar parte de seu personagem em Moscou contra 007, que não conseguir terminar e foi substituído em algumas cenas por um dublê, pelo diretor Terence Young. Ele atuou no segundo filme de James Bond sofrendo grandes dores - ele visivelmente manca em algumas cenas - para conseguir recursos financeiros para sua família após sua morte anunciada.
Em 18 de junho de 1963, antes da estreia do filme, que tem uma dedicatória a ele em seu final, ao invés de esperar a morte definhando sob fortes sedativos, Armendáriz matou-se com um tiro na cabeça, com uma pistola que tinha carregado escondido para o hospital.